# Fortum

Fortum — фінський постачальник електроенергії зі штаб-квартирою у місті Еспоо. Компанія має лістинг на Гельсінкській біржі. Головним тримачем акцій компанії є фінській уряд — 50,8%. Фірма здійснює свою діяльність у скандинавських та балтійських країнах, а також у Росії та Польщі.
Fortum здійснює обслуговування електростанцій загальною електричною потужністю у 18.370 МВт та тепловою у 27.430 Мвт. 

## Історія
Попередником Fortum була компанія Imatran Voima (IVO), заснована в 1932 році для експлуатації гідроелектричної електростанції Іматранкоскі в місті Іматра. Imatran Voima придбала і побудувала ряд інших електростанцій, таких як найбільші гідроелектричні електростанції уздовж річки Оулуйокі, вугільні електростанції Інкоо і Наанталі та АЕС Ловійса. 
Компанія Fortum Corporation була заснована в 1998 році.
У 2005 році нафтовий бізнес Fortum був виділений в окрему компанію — Neste Oyj.
У 2008 році 92% виробленої електроенергії на електростанціях Fortum були вільні від CO2, на що вплинула велика частина атомних електростанцій, а саме АЕС Ловійса у Фінляндії та АЕС Оскарсгамн та АЕС Форсмарк у Швеції.

## Керівництво
Контрольний пакет (50,55% акцій) компанії належить фінському уряду, ще близько 47% акцій обертаються на біржі. Капіталізація компанії на 31 грудня 2014 року — 16 млрд євро. Акції Fortum котируються на фондовій біржі NASDAQ OMX в Гельсінкі. Голова ради директорів компанії — Матті Лехто.
Президентом і головним виконавчим директором до лютого 2015 року був Тапіо Куула. 2 квітня 2015 року виконавчим директором призначений Пекка Лундмарк, який вступив на посаду у вересні 2015 року. У Fortum він перейшов з поста глави компанії Konecranes, що виробляє підйомники і підйомні крани.

## Діяльність
Діяльність компанії зосереджена в країнах Північної Європи, Балтійського регіону та в Росії. Компанія займається генерацією, передачею та продажем електроенергії та теплоенергії кінцевому споживачеві. Fortum повністю або частково належать понад 500 енергетичних підприємств, розташованих у Фінляндії, Швеції, Норвегії, Великій Британії, Польщі, країнах Балтії та Росії. Встановлена потужність станцій: по електроенергії — 14 113 МВт, по тепловій енергії — 24 494 МВт. 
Станом на кінець 2014 року в компанії працювало 8,6 тисяч осіб. Виручка компанії в 2011 році склала 4,8 млрд євро (у 2013 році — 5,3 млрд євро), операційний прибуток — 3,4 млрд євро (у 2013 році — 1,5 млрд євро).  
У березні 2015 року компанія Fortum уклала одну з найбільших угод в історії Фінляндії, продавши за 6,6 млрд євро електропередавальну компанію Fortum Distribution AB, яка належала Fortum та займалася передачею електроенергії в Швеції. Раніше компанія продала аналогічні компанії, які займалися передачею електроенергії в Фінляндії і Норвегії.
На початку серпня 2015 року Fortum погодився взяти участь в проекті будівництва АЕС Ханхіківі. Частка компанії в проекті склала 6,5%.
У вересні 2017 року компанія оголосила про намір купити 47% акцій німецької енергетичної компанії Uniper у E.on за 3,76 млрд євро (22 євро за одну акцію). 8 січня 2018 року пропозицію фінської компанії було прийнято, угоду планували закрити до середини року. Станом на початок жовтня 2019 року Fortum володів 49,9% акцій компанії Uniper; 8 жовтня було оголошено про те, що Fortum придбав мажоритарний пакет акцій Uniper; частка володіння Fortum склала 70,5%.